# 七里坪镇 (洪雅县)
桃源乡，是中华人民共和国四川省眉山市洪雅县下辖的一个乡镇级行政单位。

## 行政区划
桃源乡下辖以下地区：
武陵村、公山村、黄湾村和画林村。